# East Lyman (Dakota del Sur)
East Lyman es un territorio no organizado ubicado en el condado de Lyman en el estado estadounidense de Dakota del Sur. En el Censo de 2010 tenía una población de 148 habitantes y una densidad poblacional de 0,42 personas por km².

## Geografía
East Lyman se encuentra ubicado en las coordenadas 43°53′00″N 99°32′44″O / 43.88333, -99.54556. Según la Oficina del Censo de los Estados Unidos, East Lyman tiene una superficie total de 353.69 km², de la cual 352.67 km² corresponden a tierra firme y (0.29%) 1.02 km² es agua.

## Demografía
Según el censo de 2010, había 148 personas residiendo en East Lyman. La densidad de población era de 0,42 hab./km². De los 148 habitantes, East Lyman estaba compuesto por el 93.92% blancos, el 0% eran afroamericanos, el 3.38% eran amerindios, el 2.7% eran asiáticos, el 0% eran isleños del Pacífico, el 0% eran de otras razas y el 0% pertenecían a dos o más razas. Del total de la población el 0% eran hispanos o latinos de cualquier raza.